# Asparagus schumanianus
Asparagus schumanianus är en sparrisväxtart som beskrevs av Rudolf Schlechter och Joseph Marie Henry Alfred Perrier de la Bâthie. Asparagus schumanianus ingår i släktet sparrisar, och familjen sparrisväxter. Inga underarter finns listade i Catalogue of Life.